# Гаусторії грибів

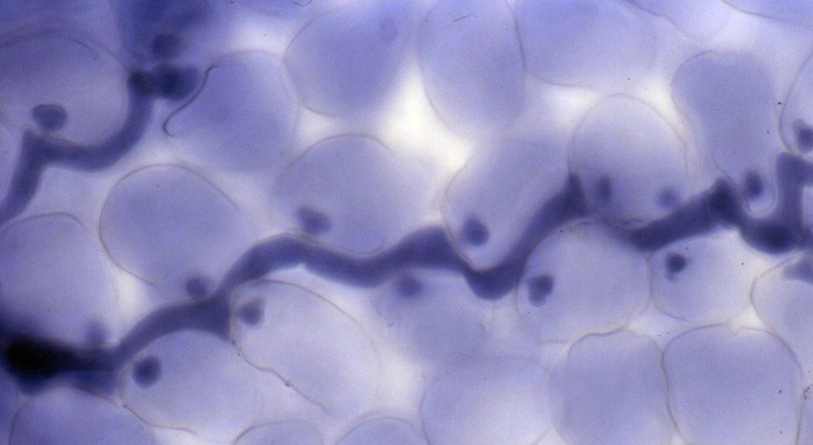
Hyaloperonospora parasitica: гіфа з гаусторіями

Гаусторії — бічні відгалуження гіф паразитичних грибів, що проникають всередину клітини-господаря. Утворення гаусторій паразитичними грибами є єдиним способом одержання грибом поживних речовин, які всмоктуються гаусторіями із клітин господаря. Вперше виявлено німецьким фітопатологом Генріхом де Барі . Гаусторіями також називаються аналогічні утворення інших організмів, наприклад, напівпаразитичного чагарника омела.
У борошнисторосяних грибів з поверхневим міцелієм гаусторії розвиваються наступним чином: апресорій, прикріплюючись до клітини рослини-господаря, виділяє специфічні ферменти, що розпушують клітинну кутикулу, і через зруйновані ділянки від основи апресоріїв виходить паросток, що впроваджується в середину рослинної клітини. У гаусторію, що утворилася, перетікає ядро. В іржистих грибів з міжклітинним міцелієм гаусторії є продовженням вегетативних гіф, які, проникнувши в клітину господаря, змінюють свій зовнішній вигляд.
Для рослинної клітини гриб є стороннім тілом, проникнення якого не проходить безслідно: клітина рослини реагує на присутність гриба утворенням калозного чохла, що перешкоджає подальшому зростанню гаусторії.
Гаустори складаються з трьох частин: материнської грибної клітини, шийки гаусторії — частини, що пронизує клітинну стінку, і власне гаусторії, розташованої всередині клітини господаря. Іноді з материнської клітини може проростати кілька гаусторій.
У гаусторіях, як правило, спостерігається велика кількість мітохондрій та рибосом, добре розвинений ендоплазматичний ретикулум, що є показником того, що у гаусторії активно проходять фізіологічні процеси. Від клітини господаря гаусторія зазвичай відділена інвагінацією (вп'ячуванням) плазмалеми клітини господаря. Між клітинною стінкою гаусторії та плазмалемою клітини господаря утворюється аморфний шар (капсула), через який здійснюються всі обмінні процеси між господарем та паразитом. У клітині організму-господаря йдуть активні процеси синтезу різноманітних речовин, частина яких надходить у гаусторію, а частина йде на формування чохла, що ізолює гаусторію від клітини, в якій вона знаходиться.
Форма гаусторій буває різноманітною: вони можуть бути як булаво- чи бобоподібними, так і спіральними, лопатевими та стрічковими, що заповнюють всю порожнину клітини.